# Timasius
Timasius is een geslacht van wantsen uit de familie van de Hebridae. Het geslacht werd voor het eerst wetenschappelijk beschreven door Distant in 1909.

## Soorten
Het genus bevat de volgende soorten:

- Timasius alveus Zettel & Pangantihon, 2020
- Timasius anderseni Zettel, 2004
- Timasius bhutanensis Zettel, 2007
- Timasius championi Andersen, 1981
- Timasius chesadai Chen, Nieser & Lekprayoon, 2006
- Timasius chinai (Lundblad, 1933)
- Timasius cornutus Zettel, 2000
- Timasius distanti Miyamoto, 1965
- Timasius falcifer Andersen, 1981
- Timasius fenestratus Zettel, 2013
- Timasius goldmarie Zettel, 2011
- Timasius gracilis Zettel, 2004
- Timasius himalayensis Andersen, 1981
- Timasius indicus Zettel, 2004
- Timasius jaechi Zettel & Chen, 2000
- Timasius kodadai Zettel & Chen, 2000
- Timasius kodadgi Zettel & Chen, 2000
- Timasius laoticus Zettel, 2004
- Timasius livens Andersen, 1981
- Timasius lundbladi Miyamoto, 1965
- Timasius major Andersen, 1981
- Timasius malayensis Zettel, 2004
- Timasius minamikawai Miyamoto, 1965
- Timasius minor Andersen, 1981
- Timasius miyamotoi Andersen, 1981
- Timasius montanus Zettel, 2004
- Timasius nepalensis Zettel, 2012
- Timasius nesemanni Zettel, 2012
- Timasius nilsi Chen, Nieser & Lekprayoon, 2006
- Timasius penicillatus Zettel, 2000
- Timasius rupestris Andersen, 1981
- Timasius schaeferi Zettel, 2011
- Timasius schuhi Zettel, 2004
- Timasius schwendingeri Zettel, 2004
- Timasius spinifer Andersen, 1981
- Timasius splendens Distant, 1909
- Timasius tachamoae Zettel, 2012
- Timasius ventralis Andersen, 1981
- Timasius wangi Zettel, 1998
- Timasius yangae Zettel, 2004
- Timasius yunnanensis Zettel, 2004